# Niger la Jocurile Olimpice de vară din 2016
Nigerul a participat la Jocurile Olimpice de vară din 2016 de la Rio de Janeiro în perioada 5 – 21 august 2016, cu o delegație de șapse sportivi, care a concurat în patru sporturi. Cu o medalie de argint, cea de-a două medalie olimpică din istoria sa, Nigerul s-a aflat pe locul 69 în clasamentul final.

## Participanți
Delegația din Niger a cuprins șase sportivi: patru bărbați și două femei. Cel mai tânăr atlet din delegația a fost sprinterul Ousseini Djibo Idrissa (17 ani), cel mai vechi a fost judocanul Ahmed Goumar (28 de ani).
| Sport     | Masculin | Feminin | Total |
| --------- | -------- | ------- | ----- |
| Atletism  | 1        | 1       | 2     |
| Judo      | 1        | 0       | 1     |
| Natație   | 1        | 1       | 2     |
| Taekwondo | 1        | 0       | 1     |
| Total     | 4        | 2       | 6     |

## Medaliați
| Medalie | Nume                  | Sport     | Probă           | Dată      |
| ------- | --------------------- | --------- | --------------- | --------- |
| Argint  | Abdoul Razak Issoufou | Taekwondo | +80 kg masculin | 14 august |